# ارکستر ملل
ارکستر ملل در سال ۱۳۸۳ به پیشنهاد پیمان سلطانی (رهبر دائمی ارکستر ملل)، با حمایت سازمان میراث فرهنگی کشور، کمیتهٔ ملی ایکوم و کمیسیون ملی یونسکو (به عنوان حامیان معنوی) و به منظور اجرای آثاری از میراث موسیقی ایران باستان در ۱۲ بنای تاریخی که به ثبت جهانی رسیده‌اند، ارکستری با عنوان ارکستر تخت جمشید تشکیل شد، اما به دلیل تغییر در مدیریت و سیاست‌گذاری سازمان میراث فرهنگی و ادغام آن با سازمان جهانگردی و گردشگری در سال ۱۳۸۳ با تغییر نام به ارکستر ملل با ۱۳۰ عضو فعالیت خود را آغاز کرد.

## اهداف
هدف از تشکیل این ارکستر همدلی، همنشینی و همجواری فرهنگ‌ها، با شعار صلح و دوستی میان ملت‌هاست.

## نوازندگان
نوازندگان ارکستر طی یک فراخوان و اعلام رسمی از میان بیش از هشتصد نوازنده (دانشجویان و فارغ‌التحصیلان ممتاز رشته‌ی‌موسیقی) انتخاب و گزینش شده‌اند.

## سازها
در این ارکستر بیش از سی نوع ساز مختلف (۱۵ ساز ایرانی ـ در نقش ملودیک، ریتمیک و آکومپانیمان ـ و ۱۵ ساز سمفونیک) وجود دارد. ترکیب این دو گروه ساز از دو فرهنگ، ویژگی منحصربه‌فردی در لحن موسیقی ارکسترال به وجود آورده است.
فرهنگ موسیقایی‌ایران به عنوان یک فرهنگ عرفانی، منفرد و نماینده‌ای از تفکر ایده‌آل شرقی با گرایشی درون‌گرا و فرهنگ موسیقایی اروپایی به عنوان فرهنگی در ادامهٔ تفکر موسیقایی الهه‌های یونان، فرهنگ فلسفه دئونیزی، آپولونی با گرایشی برون گرا در کنار هم قرار گرفته و با هم ادغام شده‌اند.
این ارکستر با تمبری متفاوت می‌تواند آرمان‌های بلندی چون رسیدن به زبانی مشترک را محقق کند و می‌کوشد تا در جهت معرفی قابلیت‌های جدید ارکسترال، با در اختیار داشتن بخش زیادی از رپرتوار موسیقی جهان و به نتیجه رساندن قدرت اجرایی ارکستر در موقعیت یک لحن ترکیبی، نگاهی جهانی به ارکستر داشته باشد.
ارکستر ملل در اولین اجرای خود در تالار وحدت با شعار ایران جوان و میراث کهن، در دومین اجرا در تالار بزرگ کشور با شعار موسیقی و شکوه دوستی و در سومین اجرا در محوطهٔ باز میدان مشق (سردر باغ ملی) با شعار ایران سرزمین مقدس به اجرای نمونه‌هایی از ملودی‌ها تم‌ها و آثاری فراموش شده از تاریخ موسیقی ایران پرداخت.
این ارکستر در اجراهای پیشین خود همچنین آثاری از آهنگسازانی چون بلا بارتوک، موتسارت، گریک، شوستاکویچ، ویکنت آمیگو، پرایزنر، کومیتاس و آثاری از گونه‌های مختلف فرهنگی چون تربت جام، بوشهر، بختیاری، آذربایجان و لرستان اجرا کرده است.
با توجه به اهداف و آرمان‌های از پیش تعیین شده مبتنی بر حفظ و احیای آن دسته از آثار موسیقایی ملل مختلف که بنا به شرایط اجتماعی و فرهنگی خاصی از اجرا و ثبت شدن در حافظهٔ موسیقایی فرهنگ خویش بی بهره مانده‌اند، ارکستر ملل سعی دارد که در کنسرت‌های خود قطعات فراموش شده‌ای از این دست را آهنگسازی، تنظیم و به سمع مخاطبین خود برساند.
در این راستا اجرای آثاری هم چون تم سلام شاهی، سمفونی نفت، کاروان، سرود کوشش و دلفی کارنامهٔ ارکستر ملل را در ارائهٔ این رسالت رقم زده است.